# فريدريك موريتز براور
فريدريك موريتز براور (بالإنجليزية: Friedrich Moritz Brauer)‏ (و. 1832 – 1904 م) هو عالم حشرات، وعالم حيواني، وأستاذ جامعي، من الإمبراطورية النمساوية، ولد في فيينا، توفي في فيينا، عن عمر يناهز 72 عاماً.